# جوب گوران
جوب گوران یکی از نقطه‌های مهم تاریخی از نظر آبرسانی در هلیلان باستان واقع در شهرستان چرداول در استان ایلام بشمار می‌رفته‌است. جوب گوران یک تپه مهم تاریخی بنام تپه گوران را در محدوده آبرسانی اش جای داده. جوب گوران در اصل یک رود طراحی شده به دست مردمان در باستان ایجاد شده‌است که از باستان به امروزیان به ارث گذاشته شده و هنوز هم با اهمیت می‌باشد. جوب گوران از رود جزمان تا به میانه دشت هلیلان برای تأمین کردن زمین‌های کشاورزی کشیده شده‌است. در هلیلان باستان جوب گوران خیلی با اهمیت بوده و نقش بسیار مهمی را ایفا می‌کرده‌است
جوب گوران در مسیر دامنه مراتع کشیده شده که نیمی از دشت را در مسیر رود جزمان تا به جوبشهر را دربر و تا به دشت جهت آبیاری کشتزارهای گندم و غیره را پوشش می‌داده و می‌دهد
از نظر استراتیژیکی جوب گوران از روستا دورتر بوده که حیوانات وحشی به راحتی برای نوشیدن اب بدون هیچ ترس یا مزاحمت به خود جذب می‌کرده‌است. وقتی گور کل بز قوچ از مراتع‌ها و از کوهپایه‌ها سرازیر می‌شدند برای رفع تشنگی اب به جوب گوران می‌رسیدند و خود را از اب بی‌نیاز می‌ساختند. در ان زمان در نسخه خطی هلیلان بیلانگاه پدری چنان نقل شده تعداد گور در این منطقه آنچنان بسیار بوده که به مثال: گله گله و دسته دسته می آمدند و از این جوب اب گوران خود را سیراب و مجدد به چراه گای خود بازمی‌گشته‌اند. پس بخاطر این امکان جوی، ان را جوب گوران نامیدند.